# Permanente landbouw
Permanente landbouw is landbouw die langdurig op een dezelfde plek plaatsvindt. Het staat tegenover zwerflandbouw of shifting cultivation waarbij telkens een nieuw stuk land als landbouwgrond in gebruik wordt genomen, dat vervolgens verlaten wordt als het onbruikbaar is geworden.
Permanente landbouw is tegenwoordig in een groot deel van de westerse wereld intensief van karakter. Deze landbouw stelt eisen aan de milieu-omstandigheden, waarbij met name bodemstructuur, waterhuishouding, zoutgehalte, temperatuur en voedselrijkdom van belang zijn. Het stelt ook eisen aan het beheer, opdat uitputting of andere vormen van overexploitatie wordt voorkomen.
Een zeer intensieve vorm van permanente landbouw is irrigatielandbouw, waarbij het land kunstmatig van water wordt voorzien.